# خواهران ویلیامز

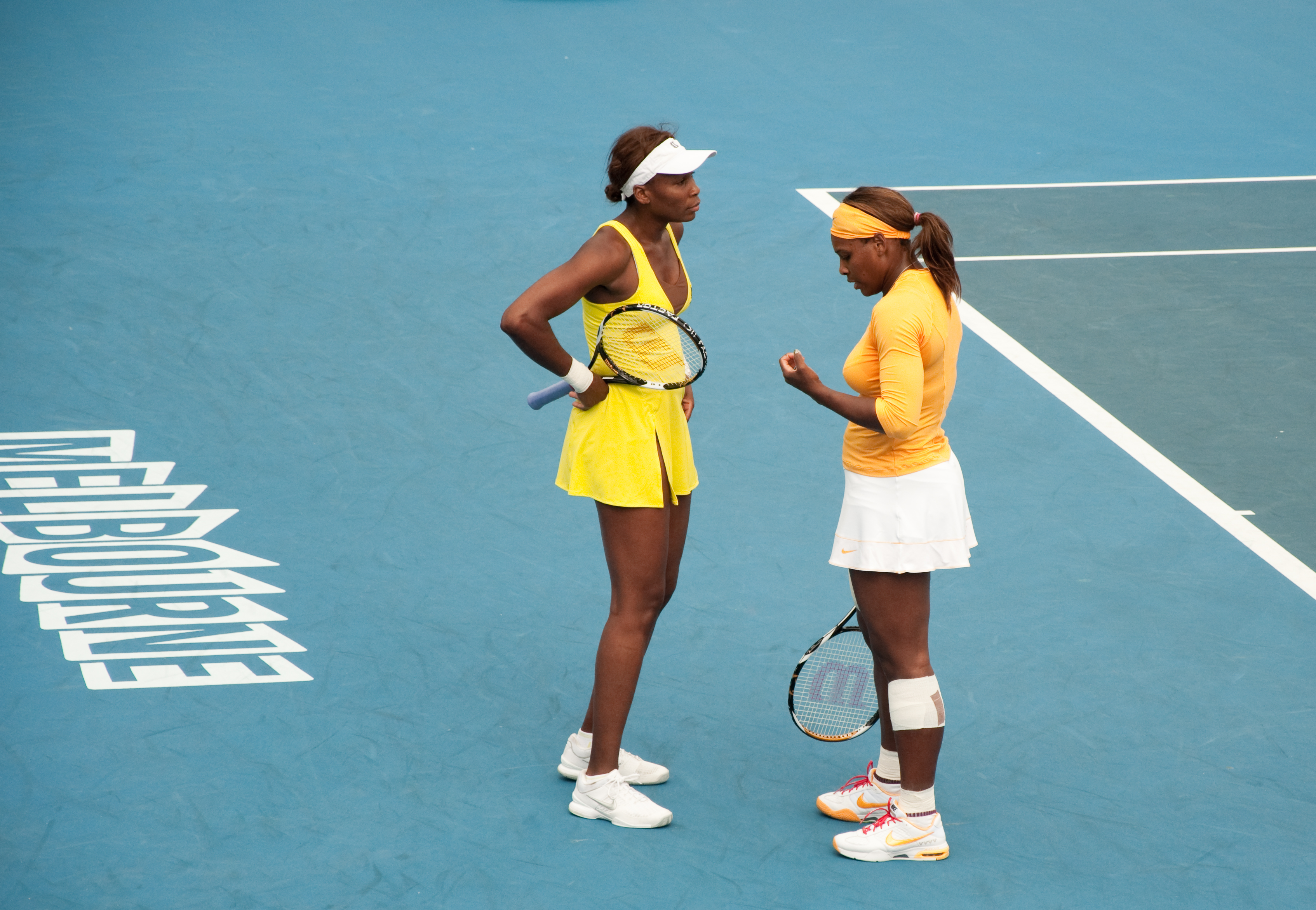
خواهران ویلیامز در تنیس اوپن استرالیا - ۲۰۱۰

خواهران ویلیامز  دو تنیس‌باز حرفه‌ای ایالات متحده آمریکا هستند: ونوس ویلیامز (زاده ۱۹۸۰) و سرنا ویلیامز (زاده ۱۹۸۱). این دو خواهر این رشتهٔ ورزشی را با مربی‌گری پدرشان ریچارد ویلیامز آغاز کردند.